# Cuando respiro en tu boca
«Cuando Respiro en tu Boca» corresponde a una canción del grupo de rock alternativo chileno, Lucybell. Es el cuarto sencillo v del disco Peces. Aún tiene rotación en la radios chilenas. Es un considerado un clásico de la banda.
Este Sencillo contó con video y fue dirigido por Pepe Maldonado.
Cuando Respiro en tu boca fue compuesta por Lucybell, y las letras escritas por Claudio Valenzuela.
Es el tema número 1 del disco Peces (álbum).

## En la cultura popular
En 2013, En la cuarta temporada de Mi nombre es... Iván Sánchez de 26 años cantó la canción.